# Idiospermum
Idiospermum is een geslacht uit de familie Calycanthaceae. Het geslacht telt slechts een soort die voorkomt in de regenwouden van Noordoost-Queensland in Australië.

## Soorten
- Idiospermum australiense (Diels) S.T.Blake

Calycanthus · 
Chimonanthus · 
Idiospermum